# ティエラ・デル・フエゴ国立大学
ティエラ・デル・フエゴ国立大学（ティエラ・デル・フエゴこくりつだいがく）は、アルゼンチンにある大学。

## 特徴
アルゼンチンのフエゴ島の都市ウシュアイアに、2010年12月28日に設立され、2013年より学生を受け入れている。南緯54度48分57秒・西経68度19分4秒の位置にあり、大学本部としては、世界で最も南に位置する。
スペイン語の正式名称は、「Universidad Nacional de Tierra del Fuego, Antártida e Islas del Atlántico Sur|Universidad Nacional de Tierra del Fuego, Antártida e Islas del Atlántico Sur」であり、『フエゴ島南極南大西洋の島々の国立大学』という意味である。略称は、UNTDF である。
なお、キャンパスは、パタゴニア・サン・フアン・ボスコ国立大学（Universidad Nacional de la Patagonia San Juan Bosco）ウシュアイア分校のキャンパスを拡張したものである。また、同じフエゴ島のリオ・グランデに分校がある。11種類の学士が取れる学部のコースと4大学院そして4研究所がある。

## 住所
- Onas 450, Ushuaia